# Bioelektronika
Bioelektronika – nauka interdyscyplinarna, która posiada trzy niezależne znaczenia. Według jednego z nich jest to dziedzina wiedzy z pogranicza elektroniki oraz biologii. Nauka ta zajmuje się badaniem budowy i funkcjonowania żywych organizmów, a następnie wykorzystywaniem zdobytych w ten sposób informacji do konstruowania biopodobnych elementów elektronicznych.
W drugim znaczeniu bioelektronika to nauka z zakresu biofizyki, czyli pogranicza biologii i fizyki, która wskazuje na procesy elektroniczne jako pierwotne dla życia. W tym ostatnim znaczeniu wskazuje się na półprzewodnictwo, mikro-bioluminescencję, piezoelektryczność i fotoelektryczność, a także piroelektryczność jako istotne dla procesów życiowych. Wskazuje się przy tym, że istotne procesy życiowe zachodzą na poziomie submolekularnym. Wskazuje się również na to, że pierwsze życie powstało na bazie czterowartościowego krzemu, a nie węgla. Pionierem tak rozumianych badań bioelektronicznych jest Profesor Włodzimierz Sedlak oraz jego uczniowie, wśród których liderem jest Józef Zon. Analizy naukowych podstaw bioelektroniki dokonał Maciej Waszczyk.
Według trzeciego znaczenia jest to wykorzystywanie elementów elektronicznych implantowanych w organizmach żywych.
Według czwartego znaczenia jest to wykorzystywanie biomateriałów, które mają własności elektroniczne, na przykład to, że odpowiednio spreparowane białko jest półprzewodnikiem, w konstruowaniu układów elektroniczny jak komputery oparte na procesorach z białka.
Bioelektroniki nie należy mylić z biocybernetyką (czyli cybernetyką biologiczną) ani z bioniką (która wyodrębniła się z biocybernetyki). Są to osobne dyscypliny naukowe. Ich wspólnym mianownikiem jest odwoływanie się do wiedzy biologicznej i technicznej.
Najbardziej znanym badaczem zajmującym się bioelektroniką w Polsce był biolog i wszechstronny uczony Włodzimierz Sedlak.